# 山下大輝
山下大輝（日语：／ Yamashita Daiki，1989年9月7日—）是日本男性聲優，ARTSVISION所屬，靜岡縣出身。血型為A型。本人在推特上表示身高為國家機密。

## 概要
因憧憬為迪士尼電影《阿拉丁》日語版精靈配音的山寺宏一，而立志成為聲優。父親為網球教練。
2014年獲第8回聲優Awards新人男優賞。

## 出演作品
※粗體字為主要角色

### 電視動畫
2012年
- Little Busters!（學生B）

2013年
- 革神語〜天啟劍神〜（西島優）
- 我女友與青梅竹馬的慘烈修羅場（男學生C、男學生A、男友、觀眾C、音響人員）
- 靈裝戰士（白銀烈火[2]）
- 伽利略少女（提奧·埃舍爾）
- 歸宅部活動記錄（魔王）
- 銀之匙 Silver Spoon（松山雄一）
- 青春紀行（新入生1）
- 櫻花莊的寵物女孩（男子3）
- 特例措施團體斯特拉女子學院高等科C3部（敵人D）
- 噬血狂襲（內田遼）
- 初音島III
- 玉子市場（犬山）
- 來自風平浪靜的明日（男學生A、南部泰啓）
- 變態王子與不笑貓（男學生、田徑社員A）
- 白色相簿2（實行委員B）
- 飆速宅男（小野田坂道[3]）
- Little Busters!（男學生B）
- 蘿球社！SS（男學生2、通行人）
- 記錄的地平線（冬彌[4]）

2014年
- 閃爍的青春（內藤）
- 甘城輝煌樂園救世主（大學生男子）
- 日常生活中的異能戰鬥（男友）
- 魔女的使命（學生）
- GLASSLIP（白崎祐）
- PSYCHO-PASS 心靈判官 2（錫木萌、男學生）
- 少年好萊塢 -HOLLY STAGE FOR 49-（日语：少年ハリウッド）（佐伯希星[5]）
- 宇宙浪子（三男）
- 刀劍神域II（淳）
- 魔法科高中的劣等生（十三束鋼）
- 飆速宅男 GRANDE ROAD（小野田坂道）
- 記錄的地平線 第二期（冬彌）

2015年
- 元氣少女緣結神◎（護〈少年型態〉）
- 少年好萊塢 -HOLLY STAGE FOR 50-（佐伯希星）
- The Rolling Girls（仁、小販、愛知民、團員、千）
- 歌之王子殿下第三季-真愛革命（天草紫苑）
- 亞爾斯蘭戰記（波爾納）
- 御神樂學園組曲（兔丸）
- 絕命制裁X（幼年的嵐）
- 俺物語！！（男子）
- 鑽石王牌 -SECOND SEASON-（瀨戶拓馬）
- 亂步奇譚 拉普拉斯的遊戲（羽柴）
- Charlotte（及川）
- 槍與面具（花房葉太郎）
- 彗星·路西法（伊拉克利·威特）
- 北斗之拳 草莓味（帕德）
- 機動戰士GUNDAM 鐵血的孤兒 (丹吉·艾雷伊)
- 哆啦A夢(年輕人)

2016年
- 疾走王子Alternative（姬宮悠李）
- Active Raid－機動強襲室第八課－（德克）
- 暗殺教室 第2期（池田）
- 舞武器·舞亂伎（瓦格爾拉·哈勒）
- Dimension W －第四次元－（盧瓦伊·奧拉·提貝斯提）
- 重裝武器（查爾斯）
- 我的英雄學院（綠谷出久）
- Re：從零開始的異世界生活（阿漢）
- 美少女戰士Crystal Season III 死亡毀滅者篇（海野栗雄）
- 雙星之陰陽師（國崎慎之助[6]）
- 食戟之靈 貳之皿（磯部磯兵衛、早津田充）
- 天真與閃電（嘎哩嘎哩先生）
- 半田君傳說（近藤幸男）
- 時間旅行少女～真理、和花與8名科學家～（市川風太）
- 蠟筆小新（優）
- 舞武器·舞亂伎 星之巨人（瓦格爾拉·哈勒）
- 歌之王子殿下 真愛傳奇之星（天草紫苑）
- 刀劍亂舞－花丸－（今劍、厚藤四郎）
- TRICKSTER －來自江戶川亂步「少年偵探團」－（小林芳雄）

2017年
- 鎖鏈戰記 ～赫克瑟塔斯之光～（阿蘭姆）
- 飆速宅男 NEW GENERATION（小野田坂道）
- 慕留人-火影忍者新世代-（隱蓑紛）
- 我的英雄學院 第2期（綠谷出久）
- Re:CREATORS（水篠颯太[7]）
- 覆面系NOISE（杠花奏[8]）
- 早上好！貝社員 （页面存档备份，存于） （石貝、葵貝）
- 獨占我的英雄（福重滿）
- 泥鯨之子們在沙地上歌唱（柳達里）
- TSUKIPRO THE ANIMATION（櫻庭涼太）
- ROBOMASTERS THE ANIMATED SERIES（方單單）
- 偶像大師SideM (貓柳桐生）
- 戰刻夜血（真田幸村）
- 食戟之靈 餐之皿（早津田充）

2018年
- 續 刀劍亂舞－花丸－（今劍、厚藤四郎）
- 飆速宅男 GLORY LINE（小野田坂道）
- 霸穹 封神演義（黑點虎）
- DEVILSLINE 惡魔戰線（村上蓮）
- 信長的忍者（森蘭丸）
- 沒有心跳的少女 BEATLESS（村主健吾）
- 我的英雄學院 第3期（綠谷出久）
- 鬼燈的冷徹 第貳期 其之貳（早流）
- 和風喫茶鹿楓堂（中尾椿）
- 夢王國與沉睡中的100位王子殿下（納比 、柴郡貓）
- 偶像大師SideM 事出有因Mini! (貓柳桐生）
- 暮光幻影（維恩·金）
- 高分少女（土井玄太[9]）
- 人外的新娘（日之輪泊[10]）
- 尤利西斯 貞德與鍊金騎士 （塔木茲）
- JoJo的奇妙冒險 黃金之風（納蘭迦·吉爾各[11]）

2019年
- JoJo的奇妙冒險 黃金之風（納蘭迦·吉爾各〈喬魯諾·喬巴拿〉）
- 鬼滅之刃（愈史郎）
- 高校星歌剧 （春日野詩音）
- 鑽石王牌 actII（瀨戶拓馬）
- 南無阿彌陀佛!-蓮台 UTENA- （迦樓羅天）
- 進擊的巨人 （幼年 吉克·葉卡）
- 實況主的逃脫遊戲【直播中】（入出曉）
- 偶像夢幻祭（朔間凛月）
- 喜歡本大爺的竟然就妳一個？（如月雨露[12]、男學生K）
- 我的英雄學院 第4期（綠谷出久）
- 募戀英雄-Stand My Heroes-（山崎要）
- No Guns Life（荒吐鐵朗）
- 廚病激發BOY（野田大和）
- 精靈寶可夢（小豪）

2020年
- 棒球大聯盟2nd 第2期（仁科明）
- 噴嚏大魔王2020（小噗）
- 更多！怪俠佐羅利（肯特）
- 小妖怪（廣志）
- 非槍人生NO GUNS LIFE 第2期（荒吐鐵朗）
- 刀劍神域 Alicization War of Underworld -THE LAST SEASON-（淳）
- 魔女之旅（哥哥）
- 池袋西口公園（音川榮治）
- 貓貓日本史（慧慈）

2021年
- 貓貓日本史（六角承禎、間宮林藏）
- 堀與宮村（井浦秀）
- 記錄的地平線 圓桌崩壞（冬彌）
- 進擊的巨人 The Final Season（少年吉克）
- 我的英雄學院 第5期（綠谷出久）
- 七騎士 革命 -英雄的繼承者-（尼莫）
- 如果究極進化的完全沉浸RPG比現實還更像垃圾遊戲的話（結城宏）
- 86－不存在的戰區－（悠人·奇茲）
- 不要欺負我，長瀞同學（學長）
- 後空翻少年!!（吾妻俊介）
- 遊戲王SEVENS（遊王）
- TSUKIPRO THE ANIMATION 2（櫻庭涼太）
- 國王排名（霍庫洛）
- 藍色時期（高橋世田介）

2022年
- 白金終局（中海修滋）
- 舞動不止（村尾潤平[13]）
- 卡片戰鬥!! 先導者 will+Dress（向江仁希）
- SHINE POST（日生直輝[14]）
- 東京喵喵NEW（蛋撻[15]）
- 我的英雄學院 第6期（綠谷出久）
- 小妖怪！（廣志）
- 飆速宅男 LIMIT BREAK（小野田坂道[16]）
- BLEACH 千年血戰篇（行木龍之介[17]）

2023年
- 不要欺負我，長瀞同學 2nd Attack（學長[18]）
- 魔法使的新娘 SEASON2（紫羅蘭·聖喬治[19]）
- Opus.COLORs 色彩高校星（登世康平[20]）
- 寶可夢（手機洛托姆、呆火鱷）
- 地獄樂（山田淺右衛門仙汰[21]）
- 國王排名 勇氣的寶箱（霍庫洛[22]）
- 六道的惡女們（松宮童子[23]）
- 鬼滅之刃 刀匠村篇（愈史郎）
- 堀與宮村 -piece-（井浦秀[24]）
- 轉生成自動販賣機的我今天也在迷宮徘徊（阿紅[25]）
- 狩龍人拉格納（涅比利姆[26]）
- 地下忍者（蜂谷紫音[27]）
- 隊長小翼Season2 Jr.青少年篇（亞倫·帕斯卡[28]）
- 神劍闖江湖－明治劍客浪漫譚－（瀨田宗次郎[29]）

2024年
- 刀劍亂舞 廻 -虛傳 燃燒的本能寺-（厚藤四郎、今劍[30]）
- 怪異與少女與神隱（化野蓮[31]）
- 我的英雄學院 第7期（綠谷出久[32]）
- 靠廢柴技能【狀態異常】成為最強的我將蹂躪一切（安智弘[33]）
- 卡片戰鬥!! 先導者 Divinez Season2（向江仁希[34]）
- 現代誤譯（玲尾諒[35]）
- 魔導具師妲莉亞永不妥協（達利）
- 最狂輔助職業【話術士】世界最強戰團聽我號令（諾艾爾·修特廉[36]）
- 神劍闖江湖－明治劍客浪漫譚－ 京都動亂（瀨田宗次郎[37]）
- 魔法光源股份有限公司（二子山和央[38]）
- Re：從零開始的異世界生活 3rd season（漢巴利）

2025年
- 黑岩目高不把我的可愛放在眼裡（小早川翔[39]）
- 卡片戰鬥!! 先導者 Divinez DELUXE篇（向江仁希）
- 來到棒球場捕捉我吧！（一宮航[40]）
- 正義使者 -我的英雄學院之非法英雄-（綠谷出久）
- 美男高校地球防衛部HAIKARA！（貓魔祐[41]）
- 轉生成自動販賣機的我今天也在迷宮徘徊 2nd season（阿紅[42]）
- SAKAMOTO DAYS 坂本日常（勢羽真冬[43]）
- 我的英雄學院 FINAL SEASON（綠谷出久[44]）
- 娑婆氣（一太郎[45]）

2026年
- 地獄樂 第2期（山田淺右衛門仙汰[46]）
- 鑽石王牌 actII Second Season（瀨戶拓馬[47]）
- 北斗之拳 -FIST OF THE NORTH STAR-（帕德[48]）

時期未定
- 重組世界Rebuild World（阿基拉[49]）
- BLADE & BASTARD（拉拉伽[50]）

### 劇場版動畫
2014年
- 電影 玉子愛情故事（犬山[51]）
- 飆速宅男 Re:RIDE（小野田坂道）

2015年
- 屍者的帝國（尼古拉·克拉索特金）
- 飆速宅男 Re:ROAD（小野田坂道）
- 飆速宅男 :火之國熊本大賽（小野田坂道）

2016年
- 飆速宅男 SPARE BIKE（小野田坂道）

2017年
- 飆速宅男 Re：GENERATION（小野田坂道）
- 探索者！（ヤイチ）

2018年
- 哆啦A夢：大雄的金銀島（弗洛克）
- 我的英雄學院劇場版：兩個人的英雄（綠谷出久）

2019年
- 歌之王子殿下 真愛 KINGDOM （天草紫苑）
- 我的英雄學院劇場版：英雄新世紀（綠谷出久）

2021年
- 我的英雄學院劇場版：世界英雄任務（綠谷出久）

2022年
- 偶像夢幻祭！！-Road to Show!!-（朔間凜月）
- 電影 後空翻少年！！（吾妻俊介）
- 漂流家園（橘讓[52]）

2024年
- 我的英雄學院劇場版：YOU'RE NEXT（綠谷出久[53]）

2025年
- 凡爾賽玫瑰（尚[54]）

### 網路動畫
- 美少女戰士Crystal（海野栗雄）

2015年
- 義呆利 The World Twinkle（拉多尼亞）
- 磯部磯兵衛物語（磯部磯兵衛）

2016年
- 寶可夢世代（鎮星）

2020年
- 超级七龙珠群雄（破坏神英雄/）

2023年
- 鬼武者（佐兵衛[55]）

2025年
- BULLET/BULLET（泣き男[56]）

### 遊戲
2012年
- 時空幻境 英雄傳奇

2013年
- 秋葉原之旅2（立花戒斗[57]）
- 靈裝戰士（白銀烈火[58]）
- 名偵探柯南 懸絲木偶交響曲（布川昌史[59]）

2014年
- IDOL-RISM（逢澤光流[60]）
- 跨過俺的屍體前進2[61]
- Splush★Love 〜男友是偶像〜（垣内秀也）
- 戰場的圓舞曲（利夏爾）
- 熱血異能部活譚 Trigger Kiss（山田萬里）
- （小野田坂道）

2015年
- 東亰幻都ex+(四宮祐騎)
- 飆速宅男 邁向明日的高速旋轉（小野田坂道）
- 刀劍亂舞（今劍、厚藤四郎）
- 栽培少年（哈士奇）[62]
- 偶像夢幻祭（朔間凛月）
- 夢王國與沉睡中的100位王子殿下（納比、柴郡猫）
- 新楓之谷（凱內西斯）
- 白猫Project（エーベルハルト）
- 夢色卡司(白椋れい)

2016年
- 我的英雄學院 全面開戰（綠谷出久）
- 募戀英雄(山崎要)

2018年
- 魔法使與黑貓維茲（亞瑟）
- 食之契約（法式蝸牛、泰式酸辣湯、蛋包飯）
- 我的英雄學院 唯我正義（綠谷出久）

2019年
- JUMP FORCE（绿谷出久）
- 永恆冒險(費格斯)
- 異界鎖鏈(哈爾)
- 寶可夢大師（哈烏）

2020年
- Fate/Grand Order（織田信勝）
- 偶像夢幻祭Music（朔間凛月）
- 我的英雄學院 唯我正義2（綠谷出久）
- 超级七龙珠群雄（破坏神英雄/）
- 如果重來（姚昊）

### 真人
- 東京乙女餐廳（小野寺鴇）

### 有聲漫畫
2015年
- VOMIC 我的英雄學院（綠谷出久[63]）

2021年
- 咚隆咚隆隆（宮本帕克[64]）

### RADIO
- （：2011年10月19日 - 2012年6月27日）
- （：2012年1月10日 - 2月28日）
- （：2012年3月6日 - 27日）
- （：2012年4月5日 - 6月28日）
- （：2012年7月4日 - 12月24日）
- （：第12回出演）
- （音泉：2013年9月30日 - [65]）

### DRAMA CD
2012年
- （黑田長政）

2013年
- 〜永遠的美酒〜（高倉流依）
- 學生會長請小心 DEAR+ CD COLLECTION 學生會長請小心6（近藤弟）
- 飆速宅男 DRAMA CD 〜初次的鼓動〜（小野田坂道）
- 飆速宅男 DRAMA CD 歡迎加入競速（小野田坂道）

2014年
- 飆速宅男 DRAMA CD Off the ROAD（小野田坂道[66]）
- 小林可愛到爆！！（桃友友學長）

### 譯製配音

#### 動畫
2024年
- 龍族 -The Blazing Dawn-（路明非[67]）

### 音樂CD
| 發售日  | 名稱                                                       | 名義 | 樂曲                    | Tip-up                                            |
| 2013年  | 2013年                                                     | 2013年 | 2013年                  | 2013年                                            |
| ------- | ---------------------------------------------------------- | --- | ----------------------- | ------------------------------------------------- |
| 9月18日 | 電視動畫『飆速宅男』角色歌CD VOL.1                         | 小野田坂道 | 「Ride On」             | 電視動畫『飆速宅男』角色歌                        |
| 9月18日 | 電視動畫『飆速宅男』角色歌CD VOL.1                         | 小野田坂道&卷島裕介（森久保祥太郎）                                                                                                  | 「」                    | 電視動畫『飆速宅男』角色歌                        |
| 2014年  |                                                            | |                         |                                                   |
| 5月21日 | Be As One                                                  | 總北隊（小野田坂道、今泉俊輔（鳥海浩輔）、鳴子章吉（福島潤）、金城真護（安元洋貴）、卷島裕介（森久保祥太郎）、田所迅（伊藤健太郎）） | 「Be As One」           | 電視動畫『飆速宅男』片頭曲                        |
| 8月13日 |                                                            | 少年好萊塢（風見颯（逢坂良太）、甘木生馬（柿原徹也）、佐伯希星（山下大輝）、富井大樹（蒼井翔太）、舞山春（小野賢章））               | 「」 「永遠never ever」 | 電視動畫『少年好萊塢 -HOLLY STAGE FOR 49-』片頭曲 |
| 9月10日 | 少年好萊塢 -HOLLY STAGE FOR 49- FOR 49- BD、DVD第1卷特典CD | 風見颯（逢坂良太）、甘木生馬（柿原徹也）、佐伯希星（山下大輝）、富井大樹（蒼井翔太）、舞山春（小野賢章）                             | 「」                    | 電視動畫『少年好萊塢 -HOLLY STAGE FOR 49-』片尾曲 |

### 其他
- 「華劇」（飾演 淺葱陣）

## 外部連結
- 事務所公開簡歷 （页面存档备份，存于）（日語）
- 山下大輝的X（前Twitter）（日語）